# Lac du Flambeau
Lac du Flambeau é uma Região censo-designada localizada no estado norte-americano de Wisconsin, no Condado de Vilas.

## Demografia
Segundo o censo norte-americano de 2000, a sua população era de 1646 habitantes.

## Geografia
De acordo com o United States Census Bureau tem uma área de
20,0 km², dos quais 13,0 km² cobertos por terra e 7,0 km² cobertos por água.

## Localidades na vizinhança
O diagrama seguinte representa as localidades num raio de 52 km ao redor de Lac du Flambeau.